# Lasische Sprache
Die lasische Sprache (lasisch ლაზური ნენა lazuri nena; türkisch Lazca, georgisch ლაზური ენა) ist eine südkaukasische Sprache, die im äußersten Nordosten der Türkei und im Südwesten Georgiens von dem Volk der Lasen gesprochen wird. Die Sprache ist eng verwandt mit dem Mingrelischen.
Die türkische Mundart in der Schwarzmeerregion wird umgangssprachlich ebenfalls als „Lasisch“ (lazca) bezeichnet.

## Regionale Verbreitung

Südkaukasische Sprachen mit ungefährer Verbreitung des Lasischen (LAZ, hellgrün im Südwesten). Karte auf Basis des Linguarium-Projektes der Lomonossow-Universität.

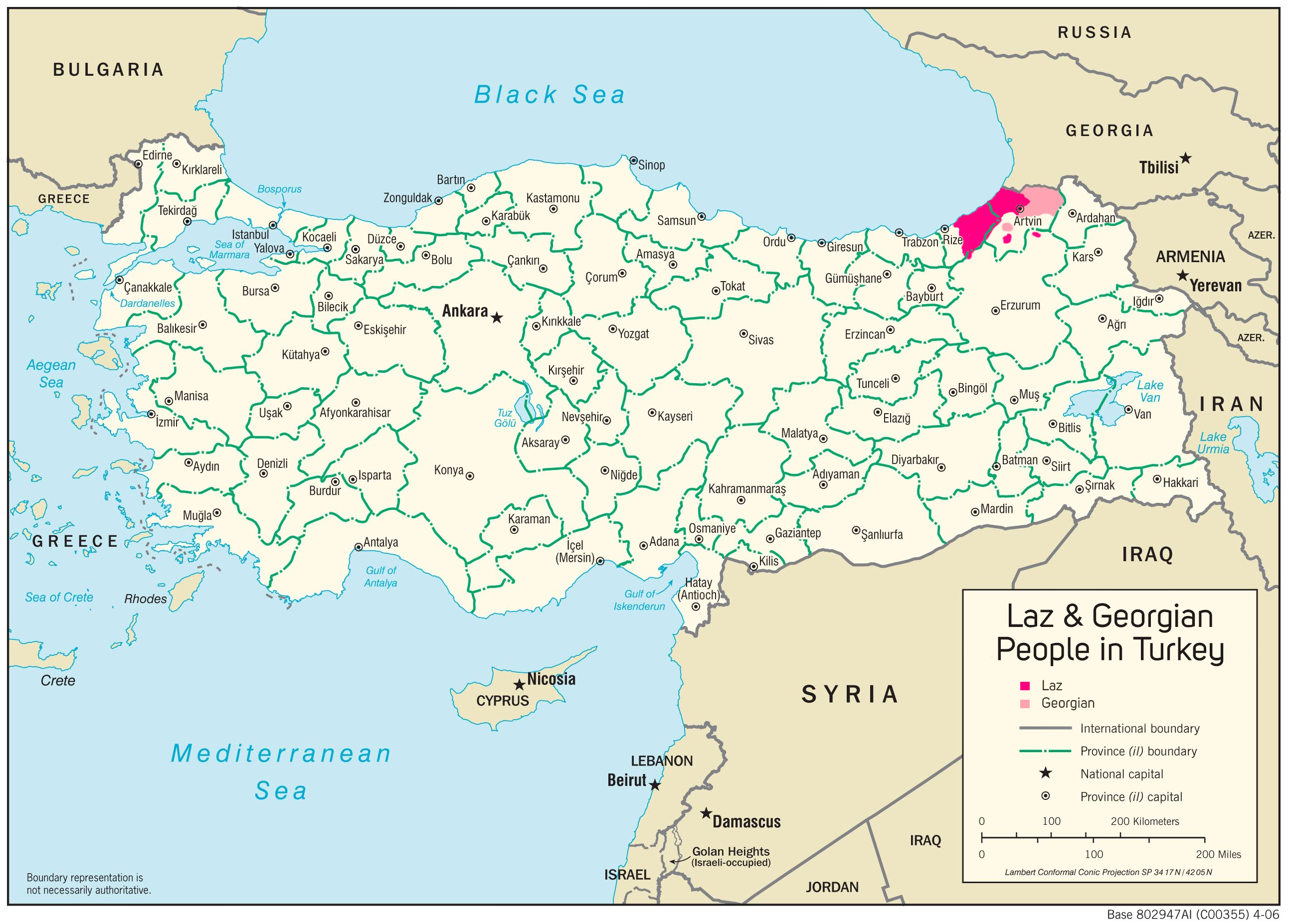
Traditionelle Sprachgebiete des Lasischen (rot) und des Georgischen (rosa) in der Türkei

Traditionell wird die Sprache in der Türkei in küstennahen Ortschaften der Provinz Artvin und der östlichen Provinz Rize, darunter die Städte Rize, Pazar (lasisch: Atina), Ardeşen (Artaşeni), Çamlıhemşin (lasisch: Vica/Vice; georgisch: Vija(dibi)), Fındıklı (Viз'e), Arhavi (Arxabi), Hopa (Xopa) und Borçka (hier allerdings eher Georgisch), sowie den Dörfern der Umgebung besonders an den Hängen des Pontischen Gebirges bzw. Kleinen Kaukasus gesprochen. Durch die Migration der Lasen gibt es möglicherweise auch Sprecher in Trabzon und Samsun und nach sehr zweifelhaften Angaben auch in den Provinzen Bartın, Zonguldak, Sakarya, Kocaeli, Bolu. 
In Georgien wird Lasisch in Adscharien gesprochen. Sprecher gibt es außerdem in Belgien, Frankreich, USA, Österreich und Deutschland.

## Sprachliche Charakteristiken
Kennzeichen dieser Sprache ist ein sehr komplexes Lautsystem mit einem großen Reichtum an unterschiedlichen Konsonanten. Es existieren mehr türkische und griechische Lehnwörter als im Mingrelischen.

## Schrift
Lasische Intellektuelle in der Türkei entwickelten eine auf dem neuen türkischen Alphabet basierende Schrift. Mit dieser Schrift erscheinen lokale Zeitungen in Arhavi. In Georgien wird für das Lasische das georgische Alphabet verwendet.

## Politische Situation

### Ausgangssituation
Im Laufe der Zeit ist das Lasische von der türkischen und griechischen Sprache beeinflusst worden, was auf gemeinsame Siedlungsgebiete zurückzuführen ist. Die Dialekte unterscheiden sich von Ort zu Ort.
Lasisch ist keine offizielle Minderheits-, Amts- oder Verkehrssprache. Sie wird lediglich von der lasischen Minderheit verwendet.
Es gibt keine Möglichkeit der lasischen Spracherziehung in den Schulen. Viele Lasen erkennen die türkische Sprache als Amtssprache an, würden aber einen zusätzlichen Unterricht in ihrer Sprache begrüßen. Die neueste Bildungspolitik ermöglicht Schülern der 5.–6 Klassen, Lasisch als Wahlfächer zu wählen.

### Verbreitung
Lasisch-sprechende Musiker wie Birol Topaloğlu (* 1965) und Kâzım Koyuncu (1971–2005) haben mit ihren Liedern ein breites Publikum erreicht. Außerdem soll durch lasische Websites, Bücher, Zeitungen und Radiosendungen das Interesse an dieser Sprache geweckt werden. Die „lasische Rockmusik“ genießt eine hohe Popularität.